# Transition-Minimized Differential Signaling
Transition-Minimized Differential Signaling (TMDS) ist ein von Silicon Image entwickelter Schnittstellenstandard zur seriellen Übertragung digitaler Videosignale. Anwendung findet der Standard bei Schnittstellen wie Digital Visual Interface (DVI) und High-Definition Multimedia Interface (HDMI). Pro TMDS-Übertragungsleitung, die auch als „Lane“ (engl. für Spur) bezeichnet wird, können bis zu 5,94 Gbit/s übertragen werden.
Bei Videoschnittstellen wie DVI (Spezifikation von 1999) in der einfachen Grundvariante kommen zur Übertragung des digitalen RGB-Signals drei Lanes zur Anwendung, jeweils eine pro Farbkanal. Zusätzlich wird ein Taktsignal übertragen. Wegen der Kabeldämpfung können zwischen Rechner und Monitor bei den maximal vorgesehenen Leitungslängen von 15 Metern bis zu 165 Megapixel pro Sekunde übertragen werden, was bei 60 Hz Bildwiederholfrequenz eine maximalen Auflösung von 1600×1200 Pixel (UXGA) bzw. 1920×1200 (WUXGA) ermöglicht, wenn Grafikkarte und Monitor „reduced blanking“ unterstützen. In einer erweiterten Version mit einem Dual-Link (24 + x Kontakte) DVI-Stecker werden sechs Lanes genutzt, um max. 330 Megapixel pro Sekunde zu übertragen, was eine Auflösung von z. B. 2048×1536 Pixel (QXGA) bei 60 Hz möglich macht.

## Allgemeines
TMDS besteht aus zwei wesentlichen Funktionsblöcken:
1. Einer speziellen Kanalkodierung zur Minimierung der Signalübergänge, um höherfrequente Signalanteile zu minimieren und die elektromagnetischen Störungen bei der Übertragung gering zu halten.
2. Einer physischen Übertragungsschicht mit symmetrischer Signalübertragung in der Current Mode Logic (CML). Eine Lane besteht im Kabel aus einem impedanzkontrollierten Leitungspaar in Form einer Doppelader.[3]

Schematischer und vereinfachter Aufbau einer TMDS-Video-Schnittstelle

## Kanalkodierung
TMDS nutzt einen spezifischen 8b10b-Code, um Bytes auf 10-Bit-Sequenzen zu erweitern, die im langfristigen Mittel gleich viele Einsen und Nullen sowie gleichzeitig möglichst wenig Wechsel enthalten.
Von den bei 10 Bit möglichen 1024 Kombinationen ist nur eine bestimmte Anzahl von Kombinationen zulässig:
- 460 Kombinationen werden verwendet, um die 256 möglichen Kombinationen des 8 Bit breiten Nettodatenwortes abzubilden. Dabei weisen viele der 8 Bit breiten Nettodatenwörter zwei mögliche und gleichwertige Kombinaten im 10-Bit-Datenwort auf. Dies dient unter anderem und zusätzlich der Sicherstellung der Gleichanteilsfreiheit des gebildeten Signals.
- 4 Kombinationen dienen als spezielle Steuerwörter, welche dazu dienen, den Rahmen des Videosignals darzustellen. Sie sind in der Funktion in etwa vergleichbar mit den bei der analogen Videoübertragung nötigen horizontalen und vertikalen Bildsynchronisationsimpulsen.
- Die restlichen 560 Kombinationen werden nicht verwendet bzw. stellen verbotene Datenwörter dar.

Im Empfangsgerät – dies ist üblicherweise ein Monitor mit digitalem Videoeingang – erfolgt eine Dekodierung im umgekehrter Abfolge zur Kodierung, um so die ursprünglichen Videodaten für die Darstellung zu gewinnen.